# جالاكتوز -1-فوسفات يوريديل الترانسفيراز
جالاكتوز-1-فوسفات يوريديل-الترانسفيراز(بالإنجليزية: Galactose-1-phosphate uridylyltransferase)‏ اختصارا (GALT)رقم خاصيته الكيميائية هو (EC 2.7.7.12) و هو انزيم مسؤول عن تحويل سكر اللبن إلى الجلوكوز عن طريق الامتصاص.

## الوظيفة
الجالاكتوز-1-الفوسفات (GALT) يحفز الخطوة الثانية من مسار اليلوير (Leloir) في استقلاب سكر اللبن، وهي:
UDP الجلوكوز + سكر اللبن 1 فوسفات \ rightleftharpoons الجلوكوز 1 فوسفات + UDP-الجالاكتوز
يتم التحكم في عمل هذا الانزيم من خلال تصرفات الجين فوكس O3 (FOXO3). وان غياب هذا الانزيم أو عدم نشاطه يؤدي إلى نتائج سيئة في الجالاكتوز الكلاسيكية في دم الإنسان . ويمكن أن تكون قاتلة في فترة الولادة إذا لم تتم إزالة اللاكتوز من النظام الغذائي.

## تقنية
هذا الانزيم يحفز رد الفعل الثاني لمسار اليلوير (Leloir) في استقلاب سكر اللبن من خلال حركية ثنائية ثنائية تسمى بينغ بونغ مع وجود آلية الإزاحة المزدوجة. وهذا يعني أن رد الفعل اليتكون من اثنين من المواد المتفاعلة واثنين من المنتجات، وتشرع بواسطة الآلية التالية: الإنزيم يتفاعل مع ركيزة واحدة لتوليد منتج واحد وانزيم تعديلي، والذي يذهب إلى ان يتفاعل مع الركيزة الثانية لجعل المنتج الثاني احتياط وفي حين يجدد الانزيم الأصلي  و يسهيل نقل النوكليوتيدات بين الهيكسوس يو دي بي (UDP-hexoses) وهيكسوز-1-الفوسفات.
```
  UDP الجلوكوز + E-له هو في حالة توازن مع الجلوكوز-1-فوسفات + E-UMP المرافق-
  الجالاكتوز-1-فوسفات + E-UMP-وهو في حالة توازن مع UDP-الجلاكتوز + E-له [4]
```

## وصلات خارجية
- Galactose-1-P-Uridyltransferase في المكتبة الوطنية الأمريكية للطب نظام فهرسة المواضيع الطبية (MeSH).

- GeneReviews/NIH/NCBI/UW entry on Galactosemia
- Galactosemia (GALT) Mutation Database
- GALT Protein Database

قالب:Fructose and galactose metabolism